# Oxyrhopus trigeminus
Oxyrhopus guibei là một loài rắn trong họ Rắn nước. Loài này được Duméril, Bibron & Duméril mô tả khoa học đầu tiên năm 1854.
Loài này có nguồn gốc ở các khu vực trung tâm của Nam Mỹ, ở Bolivia, Brazil, Paraguay và Argentina.